# 陳玉樹
陳玉樹，SBS，JP（1953年8月18日—2017年5月22日），祖籍海南文昌錦山鎮，香港教育家，大學教授，曾任嶺南大學校長，曾就讀於何明華會督銀禧中學及香港中文大學崇基學院（修讀工商管理），其後往美國加州柏克萊大學深造，先後獲頒發工商管理碩士、經濟學文學碩士及經濟財務學哲學博士學位。他曾任教於香港中文大學、美國西北大學及南加州大學。 在回港之前，陳教授於南加州大學擔任Justin Dart財務學講座教授一職。
他於1990年加入香港科技大學，出任當時的財務及經濟學系副主任及財務學教授，1993年任商學院創院院長，2001年獲委任為學術副校長，2007年出任嶺南大學校長，在2012年10月15日以健康為由（患上肺癌）辭職。
他於科技大學任職時創立了香港科技大學工商管理學院，促使科技大學成為海內外知名學府之一。
他曾任學術期刊「銀行與金融」（Journal of Banking and Finance）及「金融中介」（Journal of Financial Intermediation）副編輯，並参與業內協會及學會。
他於2006年獲香港公開大學頒授榮譽院士，並於2012年獲香港科技大學頒授榮譽法學博士。2015年6月，獲政府委任為「離職公務員就業申請諮詢委員會」主席，負責處理離職公務員再就業的職務，但他於2016年6月辭任。

## 學術生涯
- 1977至1978年：香港中文大學財務學系助理講師
- 1982年至1986年：美國西北大學Kellogg管理學院助理教授、副教授
- 1986年至1990年：美國南加州大學財務學副教授
- 1990至1993年：美國南加州大學Justin Dart財務學講座教授
- 1991至1993年：香港科技大學商學院財務及經濟學系副主任及教授、學院教研主任
- 1993至2000年：香港科技大學商學院創院院長[3]
- 2001年至2007年：香港科技大學學術副校長暨財務學講座教授[4]
- 2007年至2012年：嶺南大學校長、財務學系講座教授[5]

## 榮譽
- 2006年獲香港公開大學頒授榮譽院士
- 2012年11月16日：獲香港科技大學頒授榮譽法學博士學位[6]。